# Британско-испанские отношения
Британско-испанские отношения — двусторонние дипломатические отношения между Великобританией и Испанией. Протяжённость государственной границы между Гибралтаром (заморской территорией Великобритании на юге Пиренейского полуострова) и Испанией составляет 1,2 км.

## История
В 1713 году Испания уступила Великобритании стратегически важную территорию Гибралтара, передав её в бессрочное пользование. Однако, Испания не прекращает дипломатических попыток вернуть Гибралтар. Великобритания наотрез отказывается возвращать эту территорию и население Гибралтара поддерживает это решение. 
Между Мадридом и Лондоном существует еще одна точка напряжения, это право на рыболовство в водах возле Гибралтара. Гибралтар обвинил Испанию в создании вокруг этой территории искусственного рифа в виде бетонных блоков в море. 26 декабря 2006 года Гибралтар и Испания возобновили авиаперевозки пассажиров, прерванные в 1954 году. 21 июля 2009 года испанский министр иностранных дел впервые в истории посетил Гибралтар.
По состоянию на 2025 год Великобритания и Испания являются членами НАТО, а Испания — членом Европейского союза.